# Andy Yates
Andy Yates (ur. 31 lipca 1974) – angielski zawodowy sędzia snookerowy.
Andy Yates pierwsze oficjalne spotkanie poprowadził w 2006 roku, podczas kwalifikacji do prestiżowego turnieju Masters. Sędziował wówczas mecz Mark Allen – Robert Stephen.
W swojej karierze sędziował 4 breaki maksymalne.